# 漠川乡
漠川乡是中华人民共和国广西省桂林市兴安县的一个乡。总面积312平方公里。

## 地理
漠川乡位于兴安县城东南，东邻全州县，东南与灌阳县交界，西与白石乡、高尚镇，北与湘漓镇接壤。

## 行政区划
漠川乡下辖以下地区：
榜上村、福岭村、白面村、庄子村、保合村、桥头村、长洲村、显里村、艳林村、保林村、协兴村、久中村和财金村。

## 经济
漠川乡耕地总面积21240亩，包括水田12116亩，旱地9124亩。境内林业、矿产、水利资源丰富，森林覆盖率达67.8%。

## 人口
漠川乡总人口22480人，其中少数民族人口约2000。

## 中国传统村落
2012年，榜上村被评为首批“中国传统村落”。